# Distrito de Teleorman
Teleorman es un condado (județ) de Rumania. Según el censo de 2021, tiene una población de 323 544 habitantes.
Es parte de la región de desarrollo Sud-Muntenia (Región Sur). La sede del condado es el municipio de Alexandria.
Todas las localidades están situadas en la región histórica de Muntenia, con excepción de un pueblo llamado Islaz, que pertenece a Oltenia. 
El nombre del condado podría significar "bosque loco". 
Según el censo de 2021, el 87.3 % de los habitantes son rumanos, existiendo también una minoría gitana.

## Geografía
La forma de relieve característica del distrito de Teleorman es la "llanura de Valaquia", siendo los terrenos propicios para la agricultura. Hay también colinas, separadas por ríos pequeños, que forman a veces valles profundos. 
El sur del distrito está atravesado por el Danubio, lo que hace la región atractiva para la pesca. Uno de los afluentes más importantes del Danubio, el río Olt, desemboca en el Danubio cerca de Islaz. Otros ríos importantes son el río Vedea, el río Teleorman y el río Călmăţui.

## Organización territorial
El distrito de Teleorman consta de 97 unidades adminstrativas: 3 municipios, 2 ciudades y 92 comunas.
Municipios y ciudades
- Alexandria - capital
- Roşiorii de Vede
- Turnu Măgurele

- Videle
- Zimnicea

Comunas
- Băbăița
- Balaci
- Beciu
- Beuca
- Blejești
- Bogdana
- Botoroaga
- Bragadiru
- Brânceni
- Bujoreni
- Bujoru
- Buzescu
- Călinești
- Călmățuiu
- Călmățuiu de Sus
- Cervenia
- Ciolănești
- Ciuperceni
- Conțești
- Cosmești
- Crângu
- Crevenicu
- Crângeni
- Didești
- Dobrotești
- Dracea
- Drăcșenei
- Drăgănești de Vede
- Drăgănești-Vlașca
- Fântânele
- Frăsinet
- Frumoasa
- Furculești
- Gălăteni
- Gratia
- Islaz
- Izvoarele
- Lisa
- Lița
- Lunca
- Măgura
- Măldăeni
- Mârzănești
- Mavrodin
- Mereni
- Moșteni
- Nanov
- Năsturelu
- Necșești
- Nenciulești
- Olteni
- Orbeasca
- Peretu
- Piatra
- Pietroșani
- Plopii-Slăvitești
- Plosca
- Poeni
- Poroschia
- Purani
- Putineiu
- Rădoiești
- Răsmirești
- Săceni
- Saelele
- Salcia
- Sârbeni
- Scrioaștea
- Scurtu Mare
- Seaca
- Segarcea-Vale
- Sfințești
- Siliștea
- Siliștea Gumești
- Slobozia Mândra
- Smârdioasa
- Stejaru
- Ștorobăneasa
- Suhaia
- Talpa
- Tătărăștii de Jos
- Tătărăștii de Sus
- Țigănești
- Traian
- Trivalea-Moșteni
- Troianul
- Uda-Clocociov
- Vârtoape
- Vedea
- Viişoara
- Vitănești
- Zâmbreasca

## Turismo
Una de las atracciones para los turistas es la riqueza del folklore conservado en la región, que mantiene su música específica y bailes populares. Varios intérpretes de música popular llegaron a ser conocidos en todo el país, como, por ejemplo, Floarea Calotă o Liviu Vasilică. La región dio también nombres famosos en la cultura rumana, como Marin Preda o Constantin Noica. Marin Preda centra la acción de su obra maestra, "Moromeţii", en un pueblo similar a su pueblo natal. El condado de Teleorman fue también uno de los lugares donde se desarrolló la Revolución de 1848 en tierras rumanas. 
Los lugares que atraen mayor número de turistas son la ciudad de Alexandria, los lagos y las localidades a orillas del Danubio, como la ciudad de Zimnicea, que se llena de turistas en verano, ya que tiene playa en el río.